# Glebitzsch
Glebitzsch is een plaats en voormalige gemeente in de Duitse deelstaat Saksen-Anhalt, en maakt deel uit van de Landkreis Anhalt-Bitterfeld.
Glebitzsch telt 659 inwoners.